# 박영지
박영지(朴英知, 본명: 국중호, 1951년 3월 10일~)는 대한민국의 배우이자 성우이고 연극인이다. 전라남도 담양의 독실한 개신교 신자 농부 집안에서 1남 1녀(1942년생 누나) 가운데 막내로 출생하였고, 직계 가족관계로는 아내와의 사이에 무남독녀(외동딸)가 있다.
1968년 연극배우로 첫 데뷔를 하였고, 1969년 CBS 성우 9기 공채로 입사를 한 이후, 1970년 MBC 성우 4기 공채로 이직을 하였다가, 이듬해 1971년 MBC 4기 공채 탤런트로 입격되면서 정식 데뷔했다.

## 출연작

### 드라마
- 2015년 KBS 2TV 《복면검사》 - 서민성 역
- 2014년 SBS 《기분 좋은 날》 - 이소이의 아버지 역
- 2014년 MBC 《개과천선》
- 2014년 MBC 《호텔킹》 - 선우현의 아버지 역
- 2014년 SBS 《신의 선물 - 14일》 - 현상민 역
- 2013년 SBS 《상속자들》 - 양 회장 역
- 2013년 JTBC 《더 이상은 못 참아》  오만봉 역
- 2013년 tvN 《후아유》 - 문흥주 역
- 2013년 SBS 《내 연애의 모든 것》 - 세아일보 회장 역
- 2012년 MBC 《마의》 - 홍윤식 역
- 2012년 SBS 《청담동 앨리스》 - 신 회장 역
- 2012년 MBC 《골든타임》 - 오광철 역
- 2012년 MBC 《아이두 아이두》 - 조은성 부 역
- 2011년 JTBC 《인수대비》 - 전균 역
- 2011년 ~ 2012년 KBS 2TV 《오작교 형제들》 - 김홍 역
- 2011년 MBC 《미스 리플리》
- 2011년 MBC 《최고의 사랑》 - 윤필주의 큰아버지 역
- 2011년 MBC 《짝패》
- 2011년 SBS 《싸인》 - 강중혁 역
- 2010년 SBS 《호박꽃 순정》 - 유재환 역
- 2010년 MBC 《동이》 - 임상현 역
- 2010년 KBS 2TV 《부자의 탄생》 - 추영달 역
- 2009년 SBS 《망설이지마》 - 한진규 역
- 2009년 SBS 《천만번 사랑해》 - 박승회 역
- 2009년 MBC 《선덕여왕》 - 주진공 역
- 2009년 KBS 2TV 《미워도 다시 한 번 2009》 - 국회의원, 강만섭 역
- 2008년 MBC 《사랑해, 울지마》 - 민서영의 아버지 역
- 2008년 MBC 《밤이면 밤마다》 - 문화재청장 역
- 2008년 MBC 《쑥부쟁이》
- 2008년 SBS 《온에어》 - SBC의 본부장 역
- 2008년 KBS 2TV 《대왕 세종》 - 박은 역
- 2007년 MBC 《뉴하트》 - 보건복지부 장관 역 (특별출연)
- 2007년 MBC 《히트》 - 차장검사 역
- 2007년 SBS 《날아오르다》 - 차승수 역
- 2007년 SBS 《쩐의 전쟁 - 보너스 라운드》 -  박 의원 역
- 2007년 MBC 《하얀거탑》 - 대한외과학회장 Y대 외과과장 오남기 역
- 2006년 MBC 《90일, 사랑할 시간》 - 부행장 역
- 2006년 SBS 《마이 러브》 - 서 회장 역
- 2006년 SBS 《연개소문》 ... 방현령 역
- 2006년 KBS 1TV 《서울 1945》 - 코이치로 역
- 2005년 SBS 《서동요》 - 사도광 역
- 2005년 SBS 《해변으로 가요》- 민기섭 회장 역
- 2005년 MBC 《변호사들》 - 홍인기 역
- 2005년 MBC 《제5공화국》 - 국방부 군수차관보, 국가안전기획부 유학성 부장 역
- 2004년 EBS 《명동백작》 - 오상순 역
- 2004년 SBS 《파리의 연인》 - 최원재 역
- 2004년 SBS 《작은 아씨들》
- 2004년 SBS 《파란만장 미스김 10억 만들기》 - 서 회장 역
- 2004년 MBC 《나의 숨은 사랑》 - 진욱 부 역
- 2003년 SBS 《천국의 계단》 - 안과수술 전문의 역
- 2003년 MBC 《대장금》 - 좌의정 → 영의정 역
- 2003년 MBC 《1%의 어떤 것》 - 강선우(임호) 부 역
- 2003년 SBS 《태양의 남쪽》 - 오 회장 역
- 2003년 KBS 1TV 《무인시대》 -김돈중 역
- 2002년 KBS 2TV 《장희빈》 - 최상앙 역
- 2002년 MBC 《현정아 사랑해》 - 강종구 역
- 2002년 SBS 《야인시대》 - 종로경찰서장, 조선총독부 경무국장 오카 역
- 2001년 MBC 《시트콤 연인들》- 정혜영의 아버지 정영지 역
- 2001년 MBC 《상도》- 세도가 박종경 역
- 2001년 KBS 2TV 《명성황후》- 김병학 역
- 2001년 SBS 《신화》 - 김 이사 역
- 2001년 SBS 《여인천하》 - 도총관 한중보 역
- 2000년 SBS 《줄리엣의 남자》 - 삼송백화점 이사 역
- 2000년 MBC 《신귀공자》 - 김실장 역
- 1999년 MBC 《허준》 - 정성필 역
- 1998년 SBS 《미스터 Q》- 라라패션 나승태 상무 역
- 1998년 KBS 1TV 《왕과 비》- 성준 역
- 1998년 KBS 2TV 《야망의 전설》- 마산경찰서 간부 역
- 1997년 MBC 《영웅반란》 - 김 의원 역
- 1997년 MBC 《내가 사는 이유》 - 건어물가게 주인 역
- 1997년 MBC 《의가형제》 - 천주교 춘천교구 강릉성당 주임신부 역
- 1996년 SBS 《임꺽정》- 이흠례 역
- 1996년 KBS 1TV 《머나먼 나라》
- 1996년 MBC 《덕혜》 - 정신과 의사 역
- 1996년 MBC 《나》 - 수능강사 역
- 1996년 SBS 《안중근》 - 이노우에 가오루 역
- 1995년 KBS 1TV 《찬란한 여명》 - 하나부사 요시모토 역
- 1995년 SBS 《해빙》- 북한지도원 역
- 1995년 SBS 《코리아게이트》 - 김치열 역
- 1995년 MBC 《제4공화국》- 이거락 총경 / 에노끼 아끼라 기자 / 주한일본대사관 우시로쿠 도라오 대사 역
- 1995년 KBS 1TV 《김구》 - 김지웅 역
- 1995년 SBS 《장희빈》 - 서현암 역
- 1995년 SBS 《국화와 칼》
- 1995년 SBS 《모래시계》 - 서 부장 검사 역
- 1994년 MBC 6·25 특집극 《6월에서 8월 사이》
- 1994년 SBS 《영웅일기》
- 1994년 MBC 《사랑을 그대 품안에》
- 1993년 MBC 엄마의 바다
- 1993년 MBC 3·1절 특집극 《님의 침묵》
- 1993년 MBC 《제3공화국》 - 6군단 포병단장, 헌병감 문재준 대령 / 유창열 / 박병배 역
- 1992년 MBC MBC 베스트극장 《자화상》
- 1992년 KBS 2TV 《내일은 사랑》
- 1992년 MBC 《일출봉》
- 1991년 MBC 《여명의 눈동자》 - 오 형사 역
- 1991년 MBC 《동요나라》
- 1990년 MBC 《반민특위》 - 김명동 역
- 1990년 MBC 《몽실언니》
- 1990년 MBC 《똠방각하》
- 1989년 MBC 《서울 시나위》
- 1989년 MBC 《제2공화국》 - 김정렬 / 김점곤 역
- 1989년 MBC 《파문》 - 정약종 역
- 1989년 MBC 《백범일지》- 김두봉 역
- 1989년 MBC 《철새》
- 1988년 MBC 《조선왕조 500년 - 한중록》 - 조현명 역
- 1988년 MBC 《마지막 우상》
- 1988년 MBC 《침묵의 도시》
- 1987년 MBC MBC 베스트셀러 극장 《가족수첩》
- 1987년 MBC 《불새》
- 1987년 MBC 《사랑과 야망》
- 1986년 MBC 《그의 아내》 - 순사 역
- 1985년 MBC 《조선왕조 500년 - 임진왜란》 -  송상현 역
- 1984년 MBC 《조선총독부》 - 양기탁 역
- 1984년 MBC 《추사 김정희》 - 한양 화방 주인 역
- 1984년 MBC 《조선왕조 500년 - 설중매》 - 윤필상 역
- 1984년 MBC 《토정 이지함》
- 1983년 MBC 《3840 유격대》
- 1983년 MBC 《조선왕조 500년 - 추동궁 마마》 - 석보 스님 역
- 1981년 MBC 《민족풍속도》
- 1981년 MBC 어린이날 특집드라마 《무인도의 꿈》
- 1981년 MBC 《제1공화국》 - 김두봉 역
- 1980년 MBC 《전원일기》 - 각종 단역
- 1980년 MBC 《의친왕》
- 1980년 MBC 《고운님 여의옵고》
- 1979년 MBC 《안국동 아씨》
- 1979년 MBC 《홀로 서는 나무》
- 1979년 MBC 《최후의 증인》
- 1979년 MBC 《소망》
- 1979년 MBC 《거인의 숲》
- 1979년 MBC 《우주탐험대》
- 1978년 MBC 《X 수색대》
- 1976년 MBC 《거상 임상옥》
- 1976년 MBC 《철이의 모험》

### 영화
- 1998년 《얼룩진 산하》
- 1994년 《대통령의 딸》- 삼촌 역
- 1991년 《어허 어이 어이가리》 - 이상무 역
- 1986년 《달빛타기》(우정 출연)